# Энь-э-Пюиперу
Энь-э-Пюиперу́ (фр. Aignes-et-Puypéroux) — коммуна во Франции, находится в регионе Пуату — Шаранта. Департамент — Шаранта. Входит в состав кантона Монморо-Сен-Сибар. Округ коммуны — Ангулем.
Код INSEE коммуны — 16004.
Коммуна расположена приблизительно в 420 км к юго-западу от Парижа, в 130 км южнее Пуатье, в 22 км к югу от Ангулема.

## Население
Население коммуны на 2008 год составляло 266 человек.
| 1962 | 1968 | 1975 | 1982 | 1990 | 1999 | 2008 |
| ---- | ---- | ---- | ---- | ---- | ---- | ---- |
| 324  | 325  | 286  | 244  | 263  | 270  | 266  |

## Администрация
| Период | Период | Фамилия      | Партия | Примечания |
| ------ | ------ | ------------ | ------ | ---------- |
| 2001   | 2008   | Жан Дад      |        |            |
| 2008   |        | Кароль Марти |        | секретарь  |

## Экономика
В 2007 году среди 165 человек в трудоспособном возрасте (15—64 лет) 96 были экономически активными, 69 — неактивными (показатель активности — 58,2 %, в 1999 году было 68,5 %). Из 96 активных работали 83 человека (43 мужчины и 40 женщин), безработных было 13 (6 мужчин и 7 женщин). Среди 69 неактивных 26 человек были учениками или студентами, 20 — пенсионерами, 23 были неактивными по другим причинам.

## Достопримечательности
- Аббатство Пюиперу[фр.], основано в 925 году. Исторический памятник с 1984 года[3]
- Церковь Сен-Марсьяль

## Фотогалерея

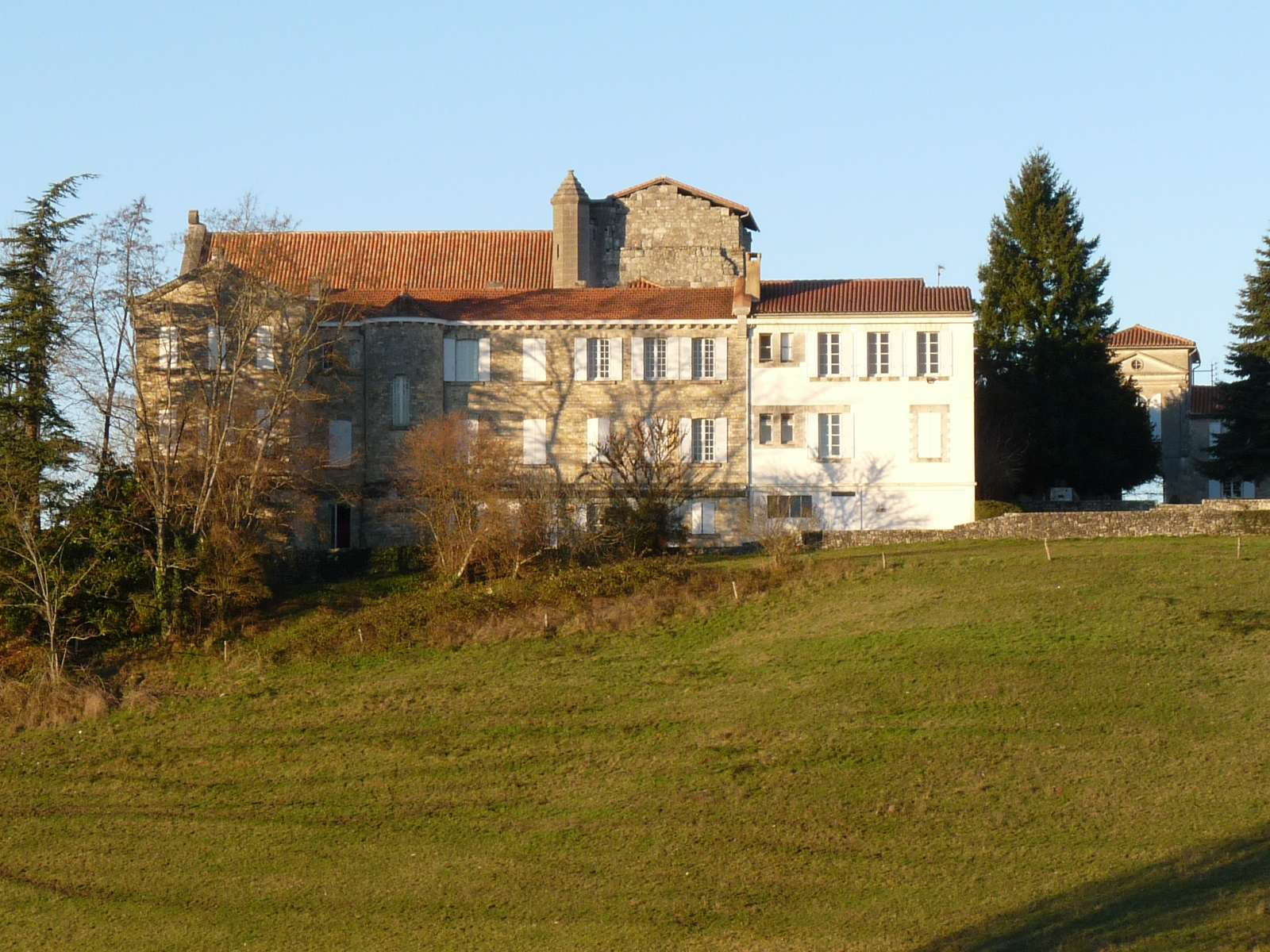
Аббатство Пюиперу
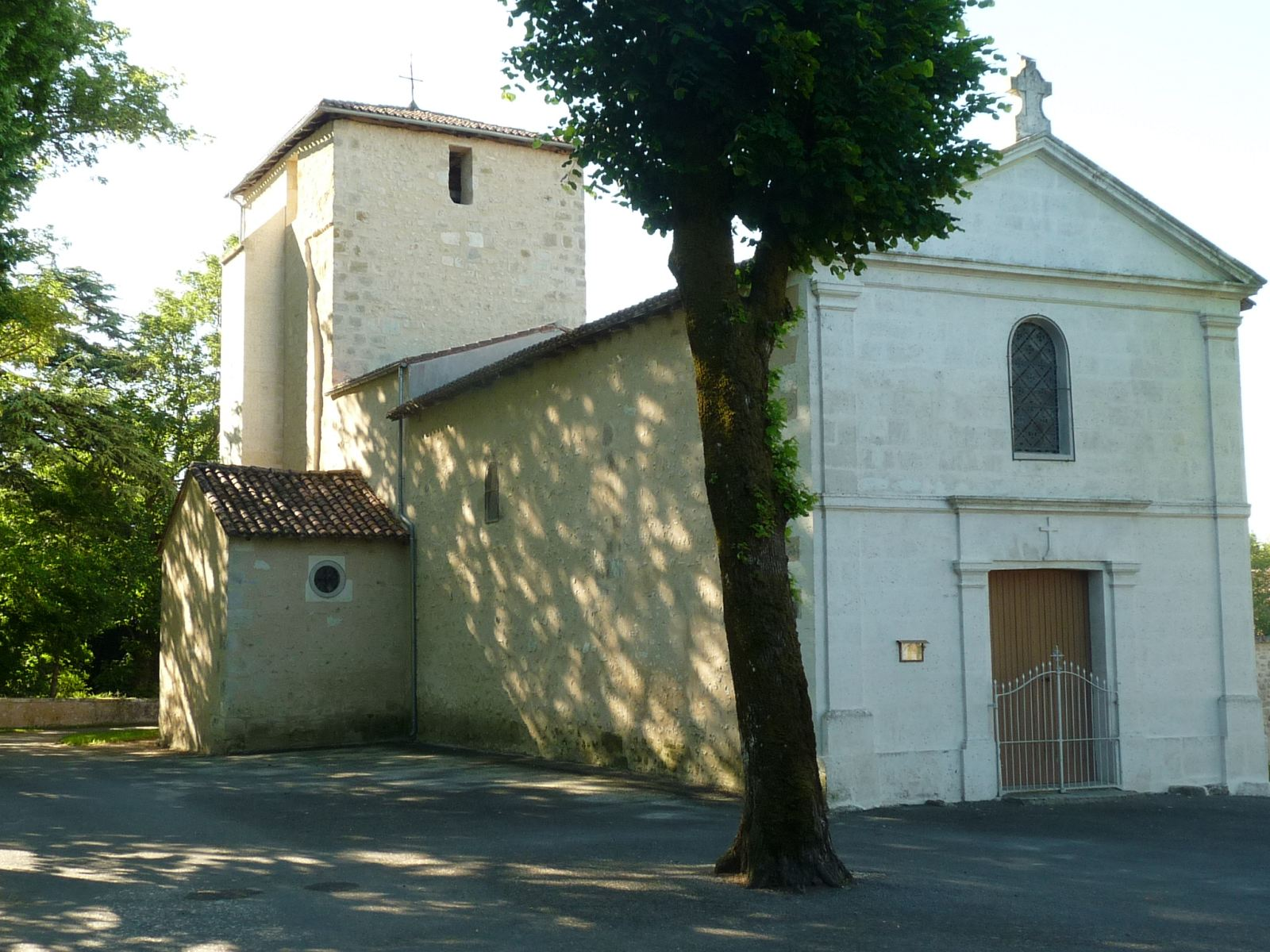
Церковь Сен-Марсьяль
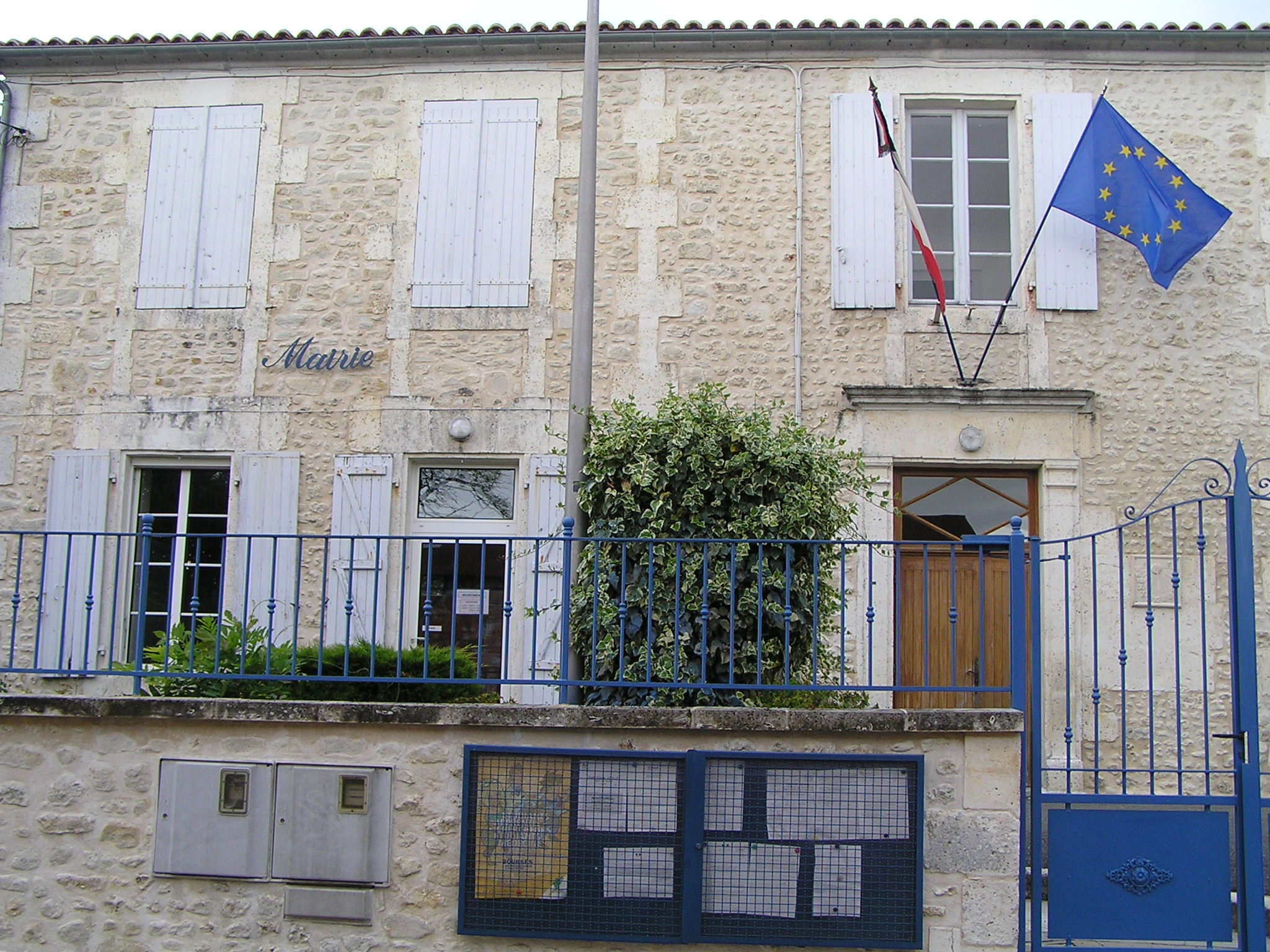
Мэрия
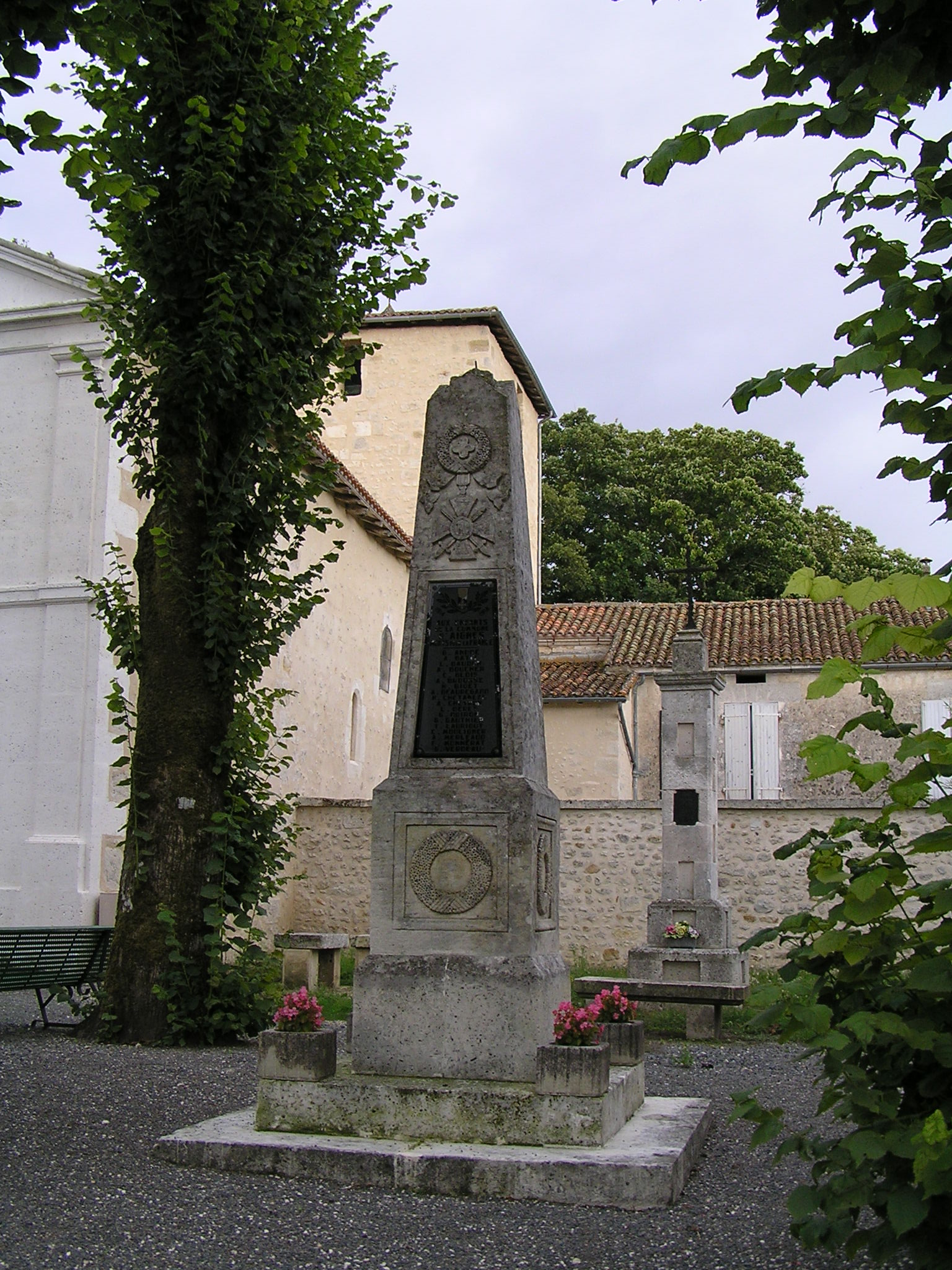
Военный мемориал